# Pol Vandromme
Pol Vandromme, né le 12 mars 1927 à Gilly (province de Hainaut), et mort à Loverval le 28 mai 2009, est un critique littéraire, journaliste, écrivain (essayiste, biographe, pamphlétaire) belge d'expression française.

## Biographie
Pol Vandromme naît le 12 mars 1927 à Gilly, près de Charleroi. Il est tour à tour journaliste, rédacteur en chef et directeur du quotidien de tendance sociale-chrétienne Le Rappel, établi à Charleroi, et absorbé depuis lors par le groupe de presse des Editions de l'Avenir. Il est administrateur de la RTBF, éditorialiste, essayiste, critique littéraire, romancier, mémorialiste, correspondant de journaux belges et étrangers.
Il est lauréat du prix Charles Plisnier (1966) de la province de Hainaut, du prix Emmanuel-Vossaert (1984) de l'Académie royale de langue et de littérature françaises de Belgique, du prix du rayonnement de la langue et de la littérature françaises (1984) de l'Académie française, du prix francophonie de l'Union des éditeurs de langue française (1991), du grand prix de la critique (1992), un autre prix de l'Académie française, et du prix de la meilleure critique littéraire de l'année 1996, à Cognac (France), pour son « indépendance » et ses « qualités d'écriture ».
Bernard Clavel a dit de lui : « C'est l'un des plus grands critiques de langue française. » Dans Une vie en liberté, au chapitre intitulé « Roland Laudenbach et l'esprit LTR », Michel Mourlet lui a consacré plusieurs pages à l'occasion de ses apparitions dans les bureaux des Éditions de la Table ronde dans les années 1960. 
En 1999, il signe la pétition « Les Européens veulent la paix », lancée par le collectif Non à la guerre pour s'opposer à la guerre du Kosovo.
Il a consacré de nombreux essais à des écrivains et personnalités de son temps, classés à droite pour la plupart, dont Lucien Rebatet, Robert Brasillach, Pierre Drieu la Rochelle, Hergé, Marcel Aymé, Georges Simenon, Louis-Ferdinand Céline et Lucette Destouches, Roger Nimier, Françoise Sagan, Charles Maurras, Robert Le Vigan, Georges Brassens, Léon Degrelle, Jules Destrée, Jacques Perret, Michel de Ghelderode ou Lucien Outers.
Il meurt le 28 mai 2009, à l'hôpital de Loverval, à l'âge de 82 ans,.
Christian Authier, qui rédige son éloge funèbre pour Le Figaro, dit de lui qu'il était un « passeur des lettres » à qui les « irréguliers de la littérature » française du XXe siècle doivent d'avoir survécu.

## Ouvrages

### Essais
- Le Cinéma et l'Enfance, Éditions du Cerf.
- Jacques Chardonne c'est beaucoup plus que Chardonne, 1962.
- Rebatet, Paris, Éditions universitaires, 1968.
- Drion du Chapois, de Méyére, 1969.
- Robert Brasillach, l'homme et l'œuvre, Plon, 1956.
- Drieu La Rochelle, Éditions Universitaires.
- Le Monde de Tintin[9], Gallimard, coll. « L'air du temps » Paris, 1959 ; réédition[10], La Table ronde, Paris, 1994  (ISBN 2-7103-0612-3)
- Marcel Aymé, Gallimard.
- Georges Simenon, De Meyère.
- Louis-Ferdinand Céline, Éditions universitaires.
- Le Socialisme moderne et Edmond Leburton, Éditions Labor.
- Roger Nimier, le Grand d'Espagne, Éditions Vagabonde.
- Maurras, l'église de l'ordre, Centurion, 1965.
- Françoise Sagan, l'élégance de survivre, Régine Deforges, Paris, 1977 (réédition du Rocher, 2002).
- Lettres du Nord : l'apport de la Belgique à la littérature française, Lausanne, L'Âge d'Homme, 1990 (OCLC 715359651).
- Maurras : Entre le légiste et le contestataire, Paris, Tequi, 1991.
- L'Europe en chemise : L'Extrême Droite dans l'entre-deux-guerres, Nivelles, Éditions de la Francité, 1971, réimpr. Puiseaux, Éditions Pardès, 2002.
- Une famille d'écrivains chroniques buissonnières, Monaco, Le Rocher, 2009  (ISBN 978-2268065083)
- Michel de Ghelderode : La Flandre espagnole, Éditions L'Âge d'Homme - Amers - no 16, Lausanne, 2001

### Dossiers
- Robert le Vigan, compagnon et personnage de Céline, Éditions de la Revue célinienne.
- La Belgique francophone, Labor, Bruxelles, 1980.
- Du côté de Céline, Lili, Éditions de la Revue célinienne.
- La France vacharde, Éditions de la Revue célinienne.
- Georges Brassens, le petit père, Marc Laudelout.
- Destrée : La Lettre au Roi, Paul Legrain.
- Les Saisons de Drieu, Éditions Dualpha, coll. « Politiquement incorrect », 2004 — réédition en 2018   (ISBN 9782353744077).
- Jacques Perret, Gaulois de noble origine, Monaco, Éditions du Rocher, coll. « Littérature », 2006  (ISBN 9782268058252).
- Belgique : La Descente au tombeau, Éditions du Rocher, 2008  (ISBN 978-2268065342).

### Évocations
- Hainaut, Paul Legrain.
- Charleroi 1940-1945, Libro-Sciences, Bruxelles, 1979.
- La Terre tenue de Dieu et du soleil, Labor, Bruxelles, 1979.
- Le Pays de la terre noire, Labor, Bruxelles, 1980.
- Les Fumées de la Sambre, Paul Legrain.
- Une mémoire de Wallonie, Racine, Bruxelles, 1996.

### Pamphlets
- La Politique littéraire de François Mauriac, Éditions du Milieu du monde.
- Lettre ouverte à Lucien Outers, Vernal.
- Malraux, du farfelu au mirobolant, Alfred Eibel.
- Le Loup au cou de chien, Degrelle au service d'Hitler, Labor.
- La Singularité d'être wallon, Marc Laudelout éditeur.
- Les Gribouilles du repli wallon, Marc Laudelout éditeur, Bruxelles, 1983 (sur le Manifeste pour la culture wallonne).
- La Belgique poldave, La Rose de Chêne.
- Wallonie irréelle, Didier-Hatier, coll. « Politiques », 1986  (ISBN 2870885733).

### Libelles
- La Droite buissonnière, Éditions des Sept Couleurs.
- Les Tempêtes de mars, De Meyère.

### Roman
- Un été acide, Marc Laudelout éditeurrééd. La Table Ronde : en 1990  (ISBN 9782710304487) et 2002  (ISBN 9782710325345).

#### Périodiques
- Pol Vandromme (interviewé par Stéphane Steeman), « Entretien avec Pol Vandromme », Les Amis d'Hergé, no 35,‎ octobre 2002.
- Laurent Dandrieu, « Orléans, Beaugency, Vandromme », Valeurs actuelles,‎ 9 juin 2009 (lire en ligne, consulté le 5 mai 2024).
- Marc-André Dumonteil, « Remember Pol Vandromme », Hop !, Aurillac, AEMEGBD, no 122,‎ juin 2009, p. 62 (ISSN 0768-9357).